# Омейед (биосферный резерват)
Омейед — биосферный резерват в Египте. Резерват основан в 1981 году недалеко от Александрии.

## Физико-географическая характеристика
В базе данных всемирной сети биосферных резерватов указаны следующие координаты заповедника: 29°00′ с. ш. 30°38′ в. д. — 29°18′ с. ш. 30°52′ в. д.. Согласно концепции зонирования резерватов общая площадь территории, которая составляет 758 км² разделена на три основные зоны: ядро — 8 км², буферная зона — 50 км², зона сотрудничества — 700 км². Первоначально у резервата отсутствовала зона сотрудничества, она была добавлена только в 1998 году.
Территория парка относится к биому тёплых пустынь и полупустынь западного средиземноморья. Рельеф характеризуется древними дюнами — известковыми каменными гребнями, перемежающимися низинами и плато, часть резервата находится на побережье. Высота над уровнем моря колеблется от 0 до 110 метров.

## Флора и фауна
В прибрежной полосе с солёными дюнами и болотистыми низинами произрастают Ammophila arenaria, молочай прибрежный (Euphorbia paralias) и панкраций морской (Pancratium maritimum) на возвышениях и солерос (Salicornia fruticosa), Cressa cretica и лебеда соляная в болотистых низинах. Наносные почвы на камнях материковой части дают жизнь Thymellaea spp., Gymnocarpus decandrum, подорожник (Plantago albicans) и Asphodelus microcarpa. Для несолёных низин и плато характерны разные типы растений в зависимости от почвы: полынь (Artemisia monosperma) и Hammada elegans на известняках, Anabasis articulata и Hammada scorpia на наносных почвах, Suaeda pruinosa и Salsola tetrandra — на солёных. Кроме того, на территории резервата есть плантации фиги.

## Взаимодействие с человеком
Первоначально территория была исследовательской зоной, однако, вместе с расширением резервата, изменился и характер деятельности. Регион занимается развитием рационального экотуризма, местной промышленности и использованием земельных ресурсов, культивацией многоцелевых пород деревьев. Кроме того, здесь осуществляется долгосрочный экологический мониторинг. В 1986 году территория резервата была включена в природоохранные зоны Египта и создана организация по управлению её ресурсами (англ. El Omayed Managed Resource Protected Area).
Среди исследовательских и природоохранных проектов:
- создание карт территории с использованием аэрофотосъёмки;
- восстановление экосистемы, выращивание растений, которые находятся под угрозой уничтожения;
- Работы по оптимальному использованию земли в сельском хозяйстве, в частности для выращивания зерновых;
- Исследования в области гидрологии, климатологии, геоморфологии.

На территории резервата проживают различные местные племена общей численностью 5500 человек (данные 1997 года). В резервате проводятся исследования роли женщин в сообществе бедуинов.